# 白保竿根田原洞穴遺跡

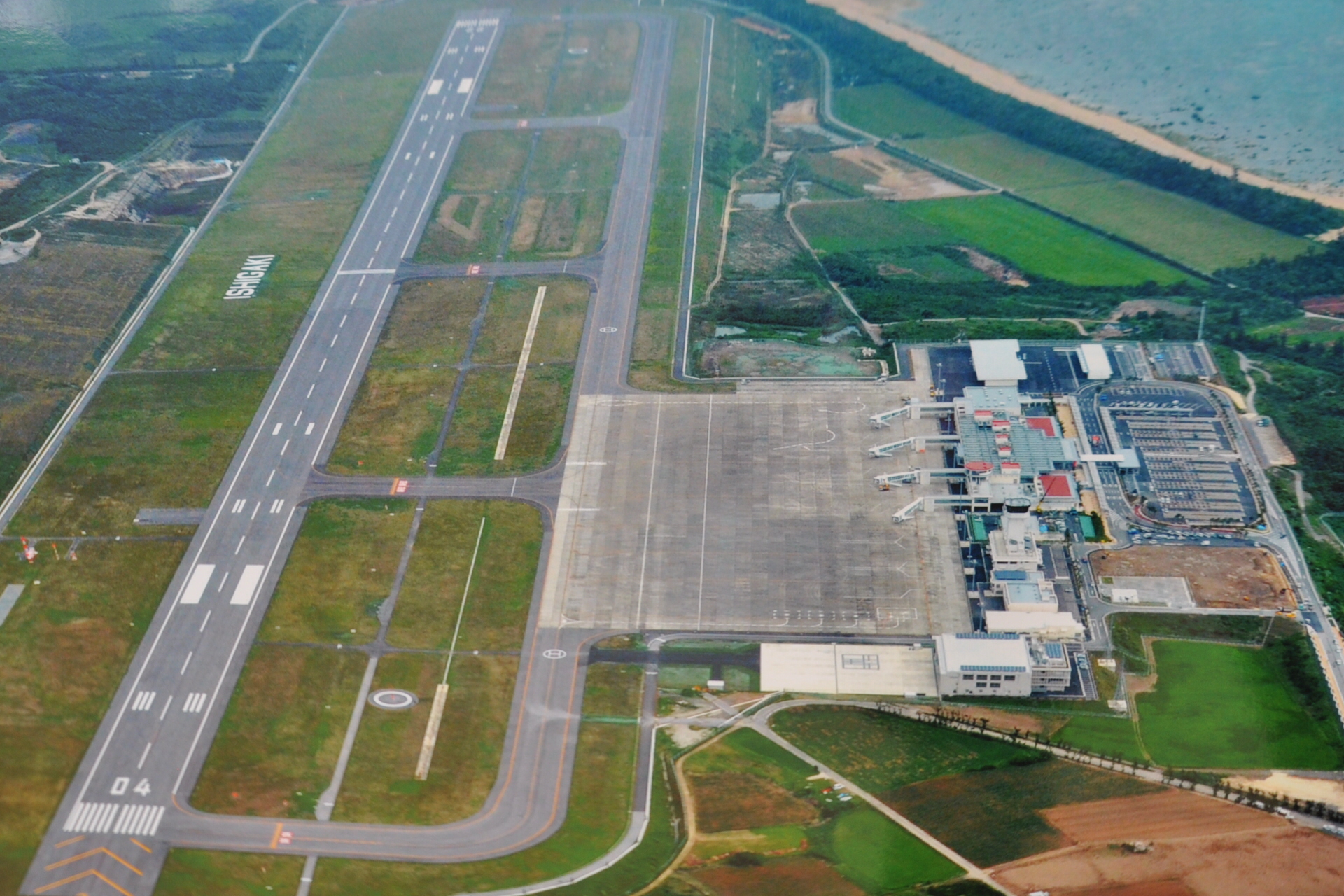
新石垣機場跑道左側「ISHIGAKI」（石垣）字樣的左側為白保竿根田原洞穴遺跡

白保竿根田原洞穴遺跡（日语：／ Shiraho Saonetabaru Dōketsu Iseki）是位於日本沖繩縣石垣市（八重山群島石垣島）的旧石器时代至16世紀複合遺蹟。此處發現有日本国内最古早、約有2.7萬年歷史的全身骨骼基本存留之人骨，是國内最先確認的旧石器時代墓葬區，獲指定為國家的史跡。

## 概要
白保竿根田原洞穴遺跡位於沖繩縣石垣市東部白保至盛山一帶的洞穴内，距海岸約800公尺，海拔30—40公尺。遺蹟處於新石垣機場用地内，特定非營利活動法人沖繩鍾乳洞協会在2007年機場建設時的洞穴内發現人類頭、脚、腕等部位的9塊骨骼，之後又出土了1,000塊以上的人骨片。

## 調查結果

### 2007年發現的人骨
沖繩鍾乳洞協会、沖繩縣立埋藏文化財中心、琉球大學、东京大学等專家組成的團隊對2007年所發現人骨中状態較好的6塊實施放射性碳定年，在2010年確定其中1塊二三十歲男性的頭骨片（左頭頂骨）為国内最古早者，約有2万年歷史，還有2塊約有1.8萬及1.5萬年歷史。

### 截至2010年發現的人骨
此外国立科学博物馆對截至2010年出土的10塊人骨實施线粒体DNA分析以獲得母系祖先線索，發現国内古早4塊人骨（約2万—1万年前）中的2塊屬於源自南方的單倍群M7a。

### 2012年度至2016年度發現的人骨
沖繩縣立埋藏文化財中心在2012年度至2016年度發現了19人份的骨骼，並於2017年5月19日發表以下幾點作為最終調查結果：
- 發現的骨骼至少有19人份，是次舊石器時代人骨發掘的規模達到世界最大級別。
- 其中一人的骨骼（4號人骨）約有2.7萬年（校正年代）歷史，是国内最古早的全身骨骼基本存留之人骨。
- 4号人骨為三四十歲的男性，身高165.2公分，高於港川人（153公分）。上顎牙齒較下顎牙齒磨損明顯，可能有特殊的用牙方法[12]。
- 4号人骨為仰面姿勢，膝彎曲於胸前，肘部彎曲，雙手貼近面部，處於地上的岩石之間，因此被認為是人為放置，可能是被風葬的。發現有這些人骨的遺蹟是日本国内最先確認的旧石器時代墓葬區。

與此對照，迄今直接測定結果顯示日本国内最古早的人骨為發現於今靜岡縣滨松市濱名區根堅洞窟的濱北人，約有1.4萬年歷史；不從人骨而從周邊碳化物測定之結果顯示日本国内最古早的人骨為1968年發現於沖繩縣那霸市山下町第一洞穴的山下洞人，約有3.2萬年歷史。